# الزرقاء الجديدة
الزرقاء الجديدة أحد أهم ضواحي مدينة الزرقاء الأردنية، تقع غرب المدينة بالقرب من مصفاة البترول ومحطة الحسين الحرارية لإنتاج الطاقة الكهربائية.
وتبلغ مساحة الزرقاء الجديدة حوالي 5 كم².
وتعتبر من الضواحي الحديثة حيث انها ضمن مشاريع تطوير وزيادة مساحة مدينة الزرقاء. وتوجد فيها كلية الأمير الحسين العسكرية والتي يتخرج منها حوالي 2000 ضابط سنويا وتشمل الزرقاء الجديدة شوارع متعددة ومناطق سكنية مثل البتراوي، شارع 36، شارع 16. ويعتبر شارع 36 هو الشارع الحيوي والرئيسي بالضاحية والاقتصادي كما توجد فيها مدينة الأمير محمد للشباب وهي المدينة الرياضية الوحيدة بمحافظة الزرقاء وتم انشائها على مقربة من مصفاة البترول وتعتبر المتنفس الرياضي الأول لسكان مدينة الزرقاء حيث انها تشتمل على ملاعب أهمها ستاد الأمير محمد الذي يتسع إلى 20 ألف مشجع ومسابح ومناطق للتنزه، كما أن الكثافة السكانية العالية فيها تجعلها من المناطق المهمة بالمدينة.